# Đumbirolike
Đumbirolike (lat. Zingiberales), biljni red cvjetnjača  (Magnoliophyta, Angiospermae) iz razreda Liliopsida ili jednosupnica. Ovome redu pripadaju biljke kao što su banana i đumbir. Sastoji se od osam porodica.
Po rodu Zingiber (đumbir), i porodica i red dobili su imena.

## Opis
Zingiberales su red cvjetnica čiji su poznati članovi đumbir i banana, koji se sastoji od 8 porodica, 92 roda i više od 2100 vrsta. Pripadnici Zingiberales široko su rasprostranjeni u tropima, osobito kao biljke za sjenu u tropskim regijama.
Nekoliko rodova unutar reda ima veliki gospodarski značaj. Prednjače hibridi banane (Musa), koji daju jestive plodove banana. Manilska konoplja, ili abaca, naziv je za snažna vlakna peteljke lišća M. textilis, nejestive banane porijeklom s filipinskih otoka. Od tih vlakana se prave užad i konopci. Škrob svrdarke (Maranta), koji se koristi u posebnim dijetama ekstrahira se iz rizoma (zdepastih podzemnih stabljika) Maranta arundinacea, koja se uglavnom uzgaja u Karibima. Rizomi kane također su jestivi, ali mnogi su kultivari iz ovog roda najpoznatiji po svojim raskošnim cvjetovima. Većina biljaka iz Zingiberaceae, ili porodice đumbira, ima aromatično lišće i cvijeće. Zingiber officinale daje pravi đumbir; drugi rodovi su izvor dodatnih začina, ljekovitih proizvoda, bojila i začina. Brojne vrste uzgajaju se kao ukrasne biljke u staklenicima i mogu preživjeti zime u regijama s blagim umjerenim klimatskim uvjetima.

### Osnovne značajke
Unutar Zingiberales, mnoge biljke i njihovi listovi su vrlo veliki. Oni su zeljaste trajnice u smislu da većina njih ima malo ili nimalo drvenastog tkiva; u vlažnim tropima su zimzelene. Budući da njihove stabljike ne razvijaju sekundarna vaskularna tkiva, njihove moguće navike rasta su ograničene, ali unutar tih granica su nevjerojatno raznolike.
Putujuće drvo (Ravenala madagascariensis) i srodne biljke razvijaju tanke stabljike nadvišene trenutnim usjevima lišća. Ožiljci koji okružuju ukazuju na položaj omotača lišća koje su zrele stabljike već odbacile. Najčešća vrsta stabljike kod Zingiberales je kratka i ispod zemlje. Kod mnogih đumbira svi listovi izdižu se na razini tla, a njihove kopče i baze listova skrivaju stabljiku. Kod banane, vegetativna stabljika je zdepasta podzemna struktura koja se malo proteže iznad razine tla; okružena je masivnim lišćem i nikad se ne vidi. Svaki novi list raste unutar omotača prethodnog. Jedan rub lista preklapa se s drugim, što rezultira blagim patuljastim rubom koji je najniži. Ono što se čini kao stabljika biljke banane zapravo je lažno deblo koje se sastoji od mnogih lisnih omotača koji su smotani uzdužno u obliku cilindra.
Kod Zingiberales grane izviru iz podzemnih stabljika i poznate su kao rizomi (kada su izduženi) ili izdanci (kada su kratki i glomazni); proizvode lišće i na kraju izlaze iznad površine tla. Kada se odvoje od roditelja, takve jedinke reproduciraju vrstu vegetativno. Ova metoda razmnožavanja osigurava održavanje poželjnih genetskih svojstava; ako se uzgaja iz sjemena, neke očekivane kvalitete mogu biti zamijenjene drugima koje nisu toliko poželjne.

## Porodice
- Kanovke, Cannaceae Juss.
- Costaceae (K. Schum.) Nak.
- Helikonijevke, Heliconiaceae (Endl.) Nak.
- Orhidanta, Lowiaceae Ridl.
- Svrdarkovke, Marantaceae Petersen
- Bananovke, Musaceae (Durande) Juss.
- Strelicijevke, Strelitziaceae (K. Schum.) Hutch.
- Đumbirovke, Zingiberaceae Lindl.

## Galerija
- Canna jaegeriana
- Costus pictus
- Heliconia velutina
- Orchidantha maxillarioides
- Phrynium capitatum
- Ensete ventricosum
- Ravenala madagascariensis
- Etlingera maingayi